# 怀特河 (密苏里河支流)
怀特河（英語：White River）是密苏里河的一条支流，长约580英里（930），流经美国的內布拉斯加州和南达科他州，这名称源自流经恶地国家公园时，河水中混入的火山灰和泥沙，而显得灰白的颜色，流域面积约10,200平方英里（26,000平方），其中约8,500平方英里（22,000平方）在南达科他州。